# كأس جورجيا 2005–06
كأس جورجيا 2005–06 هو موسم من كأس جورجيا. أشرف على تنظيمه اتحاد جورجيا لكرة القدم، وكان عدد الأندية المشاركة فيه 28، وفاز فيه FC Ameri Tbilisi ‏.